# Солнечний (Ленінськ-Кузнецький округ)
Со́лнечний (рос. Солнечный) — селище у складі Ленінськ-Кузнецького округу Кемеровської області, Росія.

## Населення
Населення — 186 осіб (2010; 229 у 2002).
Національний склад (станом на 2002 рік):
- росіяни — 93 %